# Bassani Racing
A Bassani Racing é uma equipe de competições automobilisticas brasileira.
Foi criada em 2002 para disputar o Campeonato Brasileiro de Fórmula Renault. Em 2003 passou a disputar a Fórmula 3 Sul-americana e em 2005 ingressou na Stock Car Brasil.

## Stock Car
A entrada na Stock Car contou com a parceria do ex-lateral esquerdo da Seleção Brasileira de Futebol, Roberto Carlos, através da RC3, empresa de marketing esportivo do jogador. Com esta fusão a equipe passou a se chamar RC3 Bassani durante as competições da categoria.